# Nationalpark Donau-Auen
Der Nationalpark Donau-Auen ist ein 9.600 ha großer Nationalpark, der sich von Wien bis zur Mündung der March in Niederösterreich an der Staatsgrenze zur Slowakei erstreckt. Er ist eine der größten weitgehend intakten Aulandschaften Mitteleuropas entlang der Donau. Das Gebiet hat eine Länge von 38 Kilometern, misst an seiner breitesten Stelle kaum vier Kilometer und umfasst Gebiete in den Gemeinden Wien (Lobau), Groß-Enzersdorf, Orth an der Donau, Eckartsau, Engelhartstetten, Hainburg, Bad Deutsch-Altenburg, Petronell-Carnuntum, Regelsbrunn, Haslau-Maria Ellend, Fischamend und Schwechat. Nachdem 1983 Teile des heutigen Nationalparks als Untere Lobau und grenzübergreifend mit der Slowakei als Donau-March-Thaya-Auen Ramsargebiet wurden, ist der Nationalpark seit 1996 Schutzgebiet nach der IUCN-Kategorie II. Durch den Nationalpark führen der Weitwanderweg 07 und der Donauradweg.

## Entstehung des Nationalparks
Bis in das 19. Jahrhundert war die Donau ein unregulierter Fluss. Ab dann begann der Mensch durch umfangreiche Regulierungen den Naturhaushalt dieser Flusslandschaft drastisch zu verändern. Viele Nebenarme wurden abgedämmt und sind seither nur mehr bei Hochwässern von der Donau durchströmt. Weitere massive Eingriffe folgten durch die jahrzehntelange forstwirtschaftliche Nutzung in weiten Teilen der Auwälder. In den 1950er Jahren begann der Ausbau einer nahezu lückenlosen Kette von Laufwasserkraftwerken im österreichischen Teil der Donau (Österreichische Donaukraftwerke).
Im Jahr 1984 drohte mit dem geplanten Bau des Laufwasserkraftwerkes Hainburg die Zerstörung des neben der Wachau letzten frei fließenden Donauabschnitts mit seinen Auwäldern. Aufrufe von Natur- und Umweltschutzvereinigungen bewirkten landesweite Proteste. Als die Betreiber des Kraftwerksprojektes nicht einlenkten und mit der Rodung begannen, kam es zur Besetzung der Hainburger Au durch tausende Menschen aus allen Alters- und Berufsgruppen („Hainburg-Bewegung“). Nach mehreren erfolglosen Räumversuchen durch Polizeieinheiten im Dezember 1984 wurde von der Bundesregierung eine Nachdenkpause verordnet, Anfang Jänner 1985 verbot das Höchstgericht weitere Rodungen. Im  März 1985 forderten 353.906 Personen in Form des sogenannten Konrad-Lorenz-Volksbegehrens das Verbot von Großkraftwerken wie Hainburg und die Errichtung eines Nationalparks im Gebiet von Hainburg.
Am 1. Juli 1986 hob der Verwaltungsgerichtshof den Wasserrechtsbescheid auf.
Umfangreiche wissenschaftliche Untersuchungen wurden angestellt und dabei überraschende Entdeckungen gemacht. So konnten in der Donau weit mehr Fischarten festgestellt werden als zum Zeitpunkt der Kraftwerksplanungen bekannt waren.
Das wichtigste Ergebnis dieser Studien war, dass die Donauauen in und östlich von Wien nationalparkwürdig sind. Es wurde auch festgestellt, dass ein Kraftwerk mit einem Nationalpark nicht vereinbar ist. Am 27. Oktober 1996 wurde ein Staatsvertrag zwischen der Republik Österreich und den Bundesländern Wien und Niederösterreich unterzeichnet. Der Nationalpark Donau-Auen war damit offiziell eröffnet.
Im Oktober 2016 erfolgte zum 20-jährigen Jubiläum der Gründung des Nationalparks eine Flächenerweiterung. Auf niederösterreichischem und auf Wiener Gebiet wurde das Schutzgebiet um insgesamt 277 Hektar vergrößert. Die Stadt Wien bringt dabei in Fischamend 17 Hektar ein, die an das Revier Mannswörth angrenzen. Die verbleibenden 260 Hektar in der Petroneller Au wurden aus privatem Grund der Familie Abensperg und Traun einbezogen. Über weitere 140 Hektar wurde ein Kooperationsvertrag für eine forstliche Außernutzungsstellung vereinbart.

## Leitung

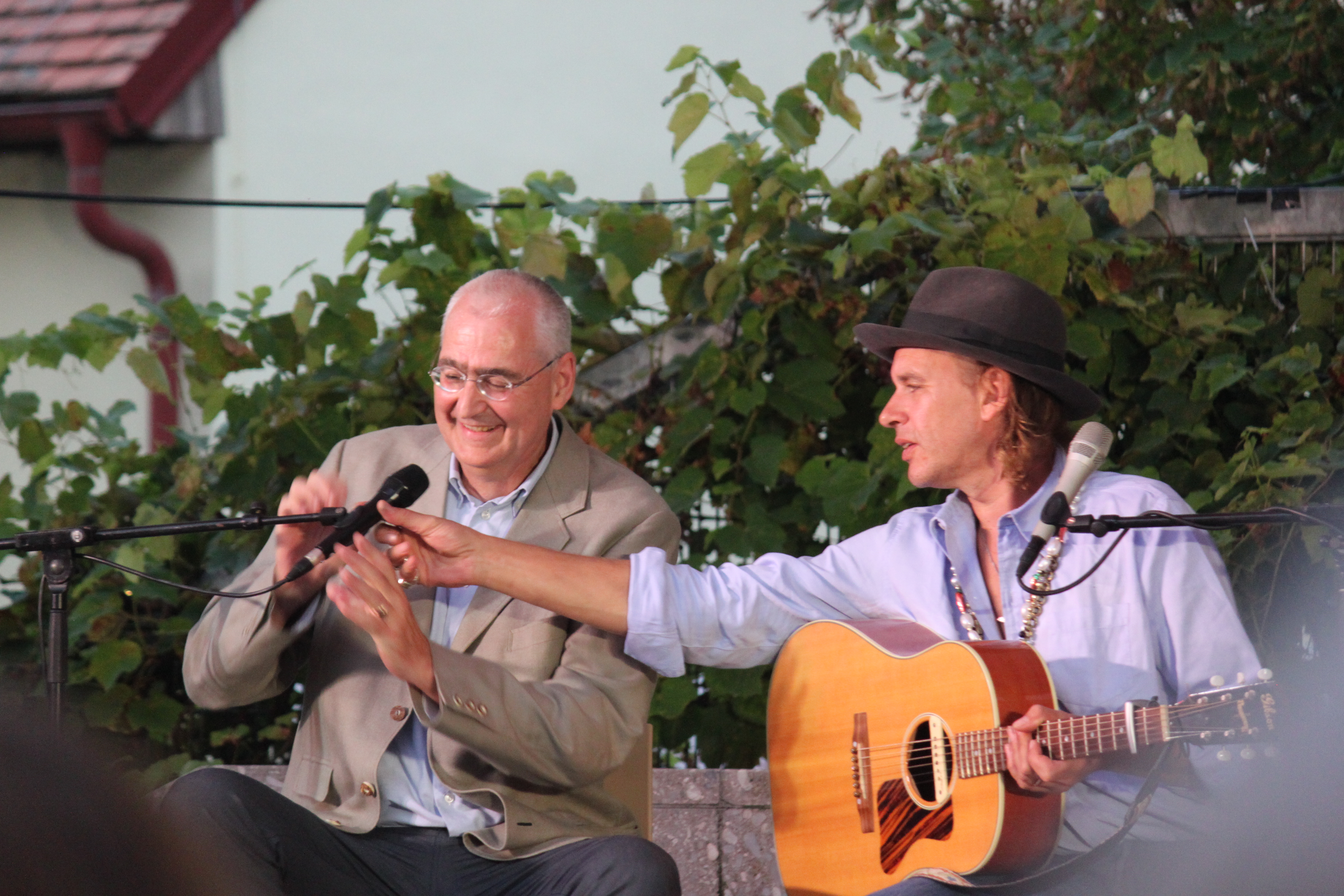
Carl Manzano mit Ernst Molden 20 Jahre Nationalpark Donau-Auen 2016 im Schloss Orth an der Donau

- 1996 bis Jänner 2019 Carl Manzano
- Seit Februar 2019 Edith Klauser

## Flora und Fauna
Im Schutzgebiet befinden sich mehr als 700 Arten höherer Pflanzen, mehr als 30 Säugetier- und 100 Brutvogelarten, 8 Reptilien- und 13 Amphibienarten sowie an die 50 Fischarten. Zu den charakteristischen Bewohnern der Auenlandschaft des Nationalparks zählen hier Donau-Kammmolche, die Europäische Sumpfschildkröte, Hundsfische, Seeadler, Eisvögel und Biber. Mit der reichen Fauna land- und wasserlebender Insekten und anderer Wirbelloser wird der Gesamtbestand an Tierarten im Nationalpark Donau-Auen auf mindestens 5000 geschätzt.

## Der Strom

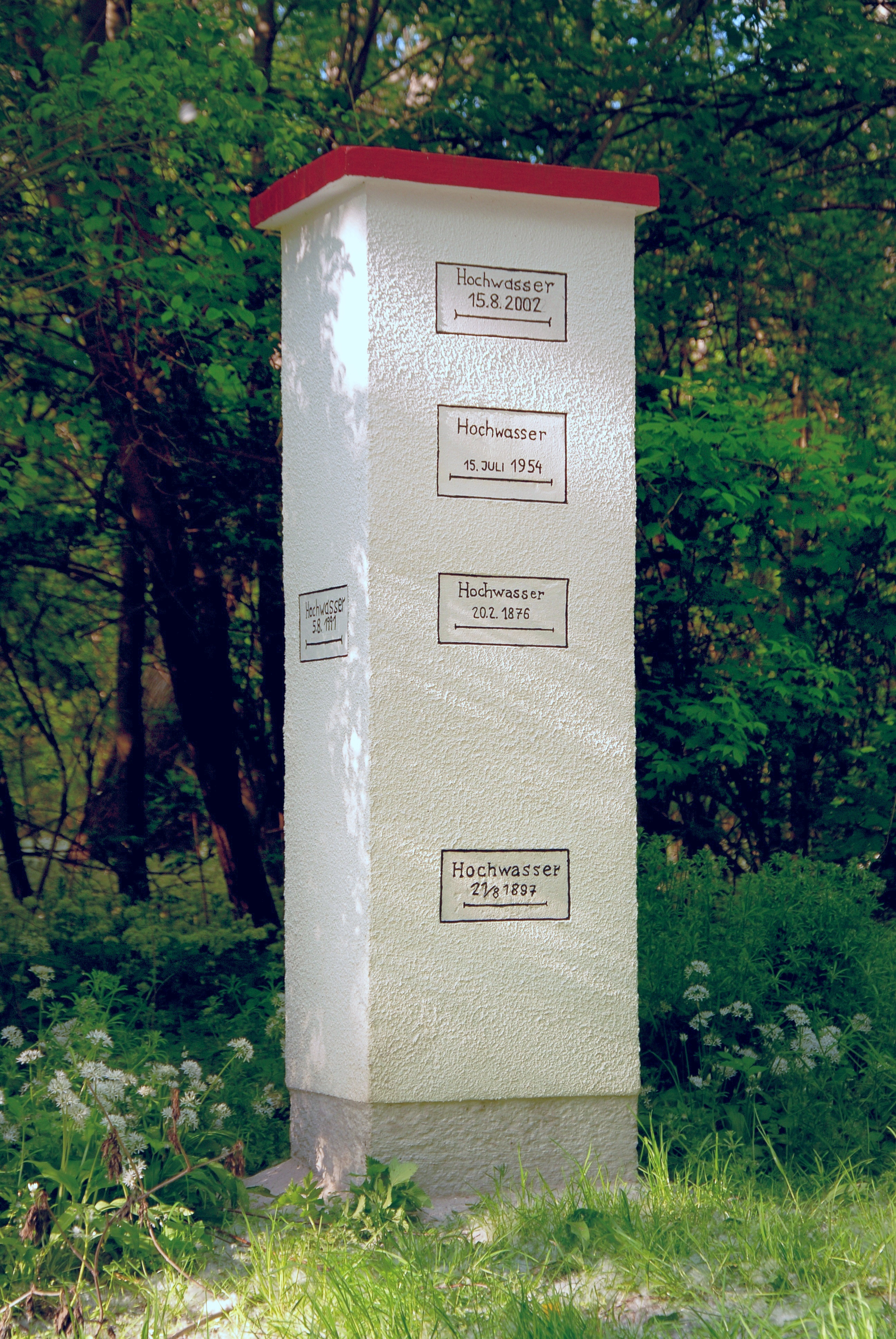
Hochwassermarken bei Stopfenreuth – oberste: 15. August 2002

Durch die Hochwasserschutzbauten, die um 1900 errichtet wurden, wurde der Donaustrom von den Seitenarmen abgetrennt. Die Folge war eine höhere Strömungsgeschwindigkeit und zunehmende Eintiefung des Flussbettes im Hauptstrom, während in den nicht mehr durchströmten Nebenarmen Sand- und Lehmablagerungen nicht mehr ausreichend abgebaut werden konnten. Denn in naturbelassenen Ökosystemen wird durch Gehölze und durch Totholz die natürliche Fließgewässerdynamik maßgeblich mitgeprägt; so durch Uferfestlegung, Erosionsminderung, Schwemmgut und Akkumulation, durch Schaffung von Bereichen unterschiedlicher Strömungsgeschwindigkeit oder von Verlandungszonen. An Stämmen und kleinerem Treibgut staut sich das Wasser und senkt die Fließgeschwindigkeit, was zur Ablagerung von Sedimenten führt.
Um dem entgegenzuwirken, wurden seit 2002 durch sogenannte Gewässervernetzungen, also Absenkung oder Durchbrechungen des Donauschutzdammes, zunächst einzelne Seitenarme wieder an den Hauptstrom angebunden, sodass sie zumindest bei höherem Wasserstand durchströmt werden. In einem 2006 abgeschlossenen Musterprojekt mit Unterstützung des LIFE+-Programmes der EU sowie der österreichischen Wasserstraßengesellschaft via donau wurde gegenüber von Hainburg auf 3 km Länge der gesamte Uferverbau entfernt, sodass der Strom nun wieder die Möglichkeit hat sich auszubreiten. In einem ähnlichen Projekt wurde auch bei Witzelsdorf auf einem Kilometer Länge der Uferverbau abgetragen. Nach Durchführung der Pilotprojekte Hainburg und Witzelsdorf sollen zukünftig 50 % des Donauufers zwischen Wien und der östlichen Staatsgrenze im Rahmen des flussbaulichen Gesamtprojektes rückgebaut werden. Außer einer Belebung der Au verspricht man sich davon eine Milderung der Auswirkungen von Hochwasser und eine Stabilisierung der Sohle des Flussbettes im Interesse der Ökologie wie auch der Schifffahrt.

## Der Nationalpark Donau-Auen für Besucher

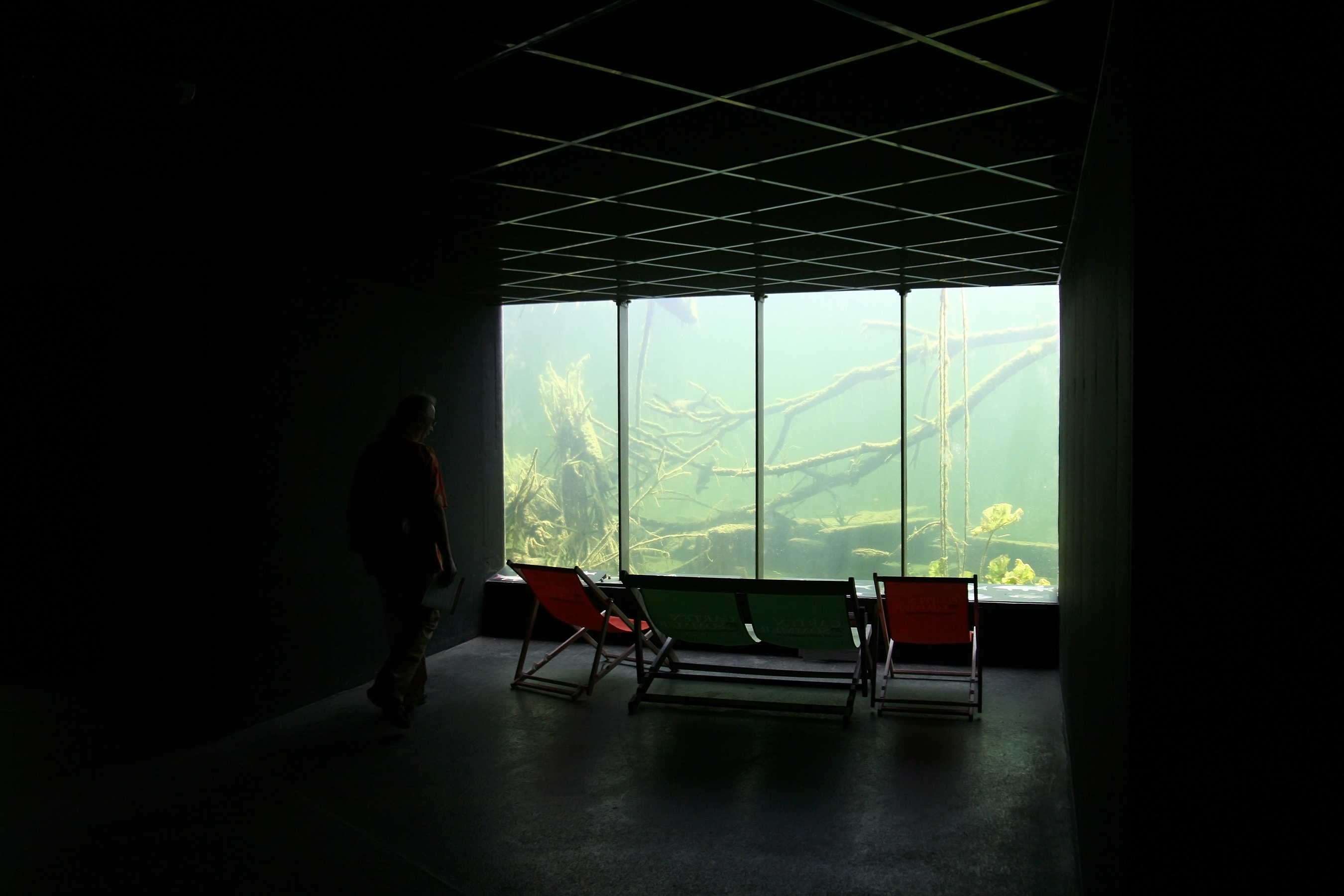
Unterwasser-Blick im „Au-Erlebnisgelände“ bei Schloss Orth

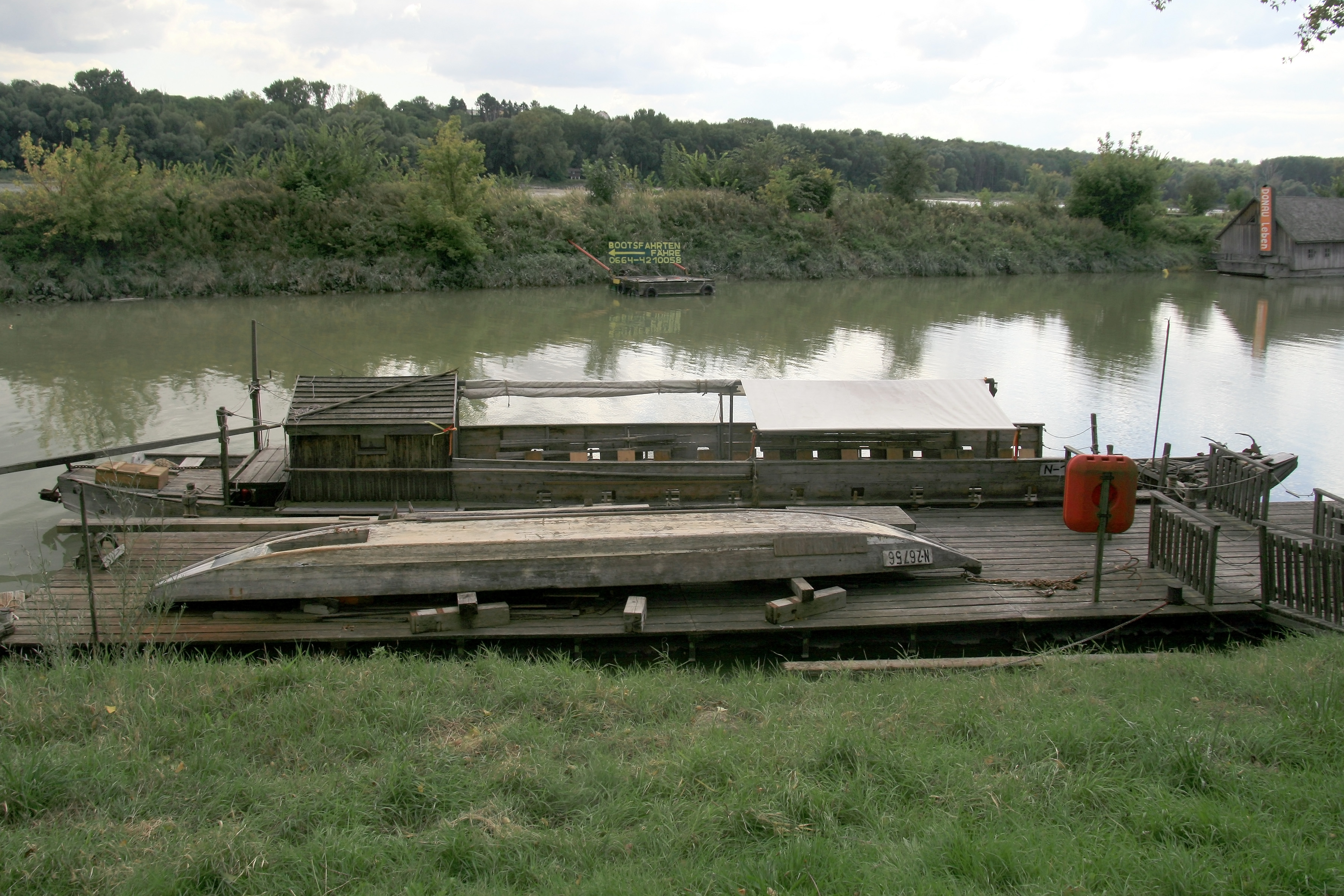
Tschaike der Schiffmühle Orth an der Donau

Besuche des Nationalparks beginnen beim Schloss Orth Nationalpark-Zentrum, dem Informationszentrum.
Auf der Schlossinsel, dem Freigelände des Zentrums, werden Lebensräume, Tiere und Pflanzen der Nationalpark-Region präsentiert. Eine begehbare Unterwasserstation erlaubt dort den Unterwasser-Blick auf heimische Fische im Schlossteich.
Beliebt sind auch geführte Exkursionen mit den Nationalpark-Rangern, die Wanderungen und Bootstouren im Schlauchboot, Kanu oder in einer nachgebauten Tschaike (langes, schmales Holzboot mit Wänden) als Halbstages- oder Ganztagestouren anbieten. Auch Workshops, Themenveranstaltungen, Feste sowie Projektwochen für Schulen werden durchgeführt.
Weitere Infostellen sind die Nationalpark-Infostelle Schloss Eckartsau und das nationalparkhaus wien-lobAU.

## Filmografie
- Wildnis am Strom – Nationalpark Donau-Auen, Dokumentarfilm Universum, 50 min., Österreich, 2010, von Franz Hafner, ORF.
- Wildnis am großen Strom. Nationalpark Donauauen, Dokumentarfilm, 50 min., Österreich, 1996, von Manfred Christ, Produktion: ORF.
- Widerstand am Strom: Hainburg – der österreichische Weg, Dokumentarfilm, 60 Min. Kurzfassung / 80 min. Normalfassung, Schweiz, 1987, von Roberto A. Epple, Produktion: VIDOC, Wien/Rorschach, Schweiz. (Die Dokumentation zeichnet ein hautnahes Bild der Atmosphäre und Ereignisse der legendären Hainburg Aubesetzung 1984 – der Grundlage der Nationalpark-Werdung.)[4]
- Wildes Österreich – Die Kraft des Wassers. Im Fluss der Zeit, ARTE/ORF 2018

## Medien
Eine Vielzahl von Medien vom und rund um den Nationalpark Donau-Auen findet sich in der Infothek, welche das Download Service Center des Nationalpark Donau-Auen ist.
Diese bietet Dateien und Medien in den folgenden Bereichen Dateien zum Download an:
- Veranstaltungsnachlesen: Vorträge und Gesamtdokumentationen von Tagungen und Symposien zum NPDA.
- Wissenschaftliche Publikationen zum NPDA: Publikationen der Wissenschaftlichen Reihe des NPDA sowie Wissenschaftliche Studien und Projektberichte.
- Geschichte des NPDA: Dokumente zur Geschichte bis zur Errichtung und zur Geschichte ab der Errichtung.
- NPDA Region im Kartenbild: Historisches sowie in der Nationalparkarbeit angewendetes Kartenmaterial.
- DANUBEPARKS: alle im Zuge der Entwicklung von DANUBEPARKS gedruckten Medien.

Das in der Infothek präsentierte textliche, graphische und audio-visuelle Quellenmaterial stammt überwiegend von der Nationalpark Donau-Auen GmbH und steht jetzt einer breiten Öffentlichkeit zur Verfügung.
Die Nationalparkverwaltung gibt selbst das jährliche Informationsblatt Au-Blick heraus. Im Jahr 2011 hatte die Auflage mit der Nr. 35 eine Auflagengröße von 300.000 Stück.

## Bildergalerie

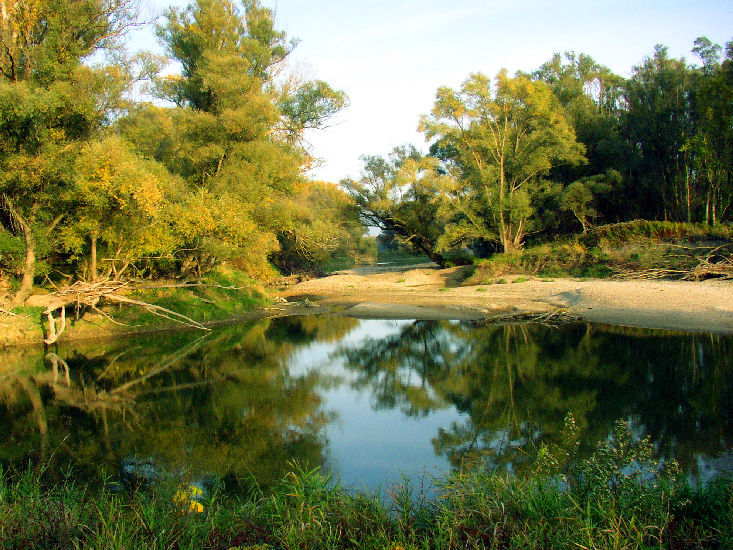
Ein Altarm der Donau-Auen bei Schönau
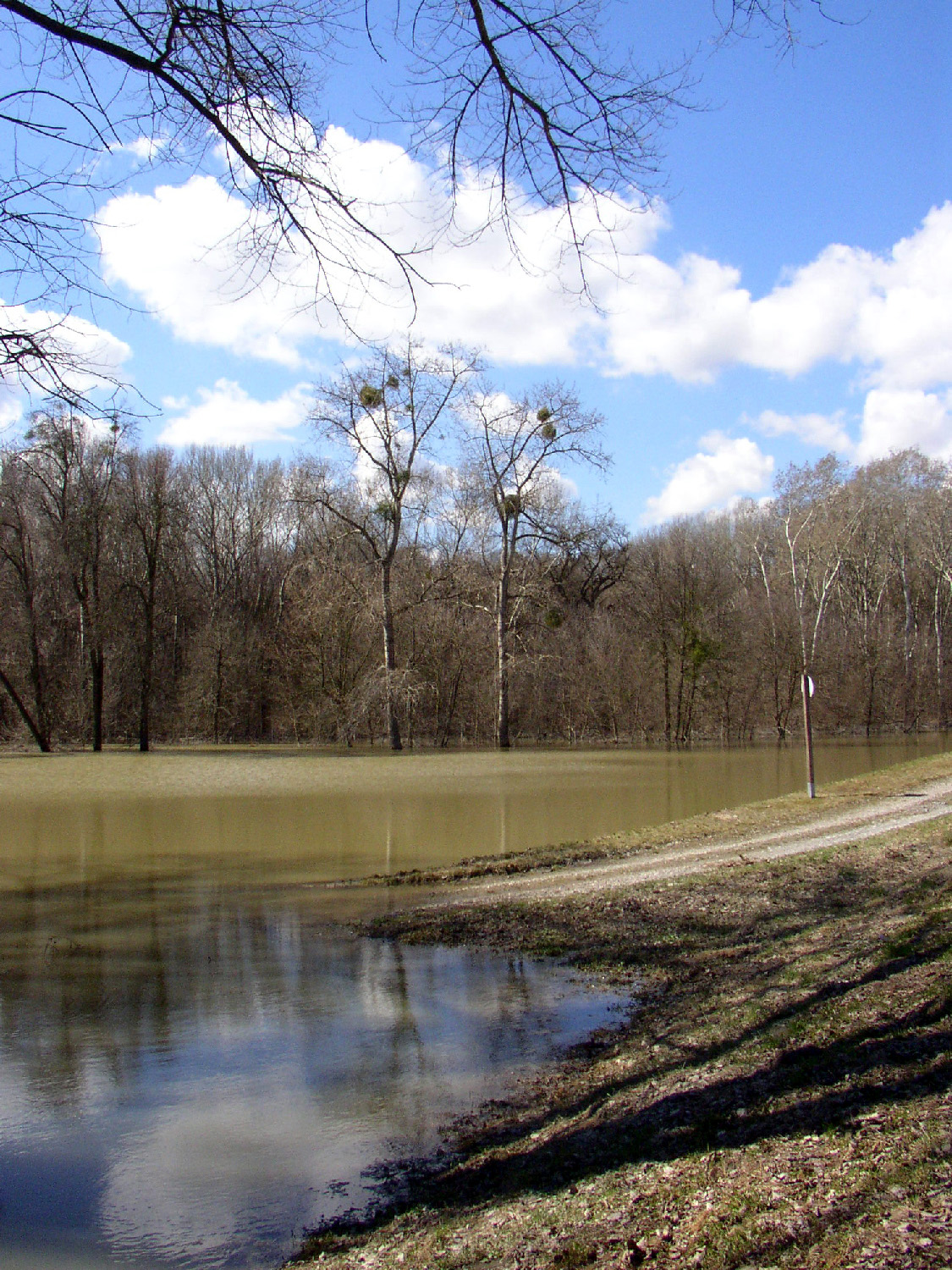
Frühjahrshochwasser zwischen Schönau und Orth/D.
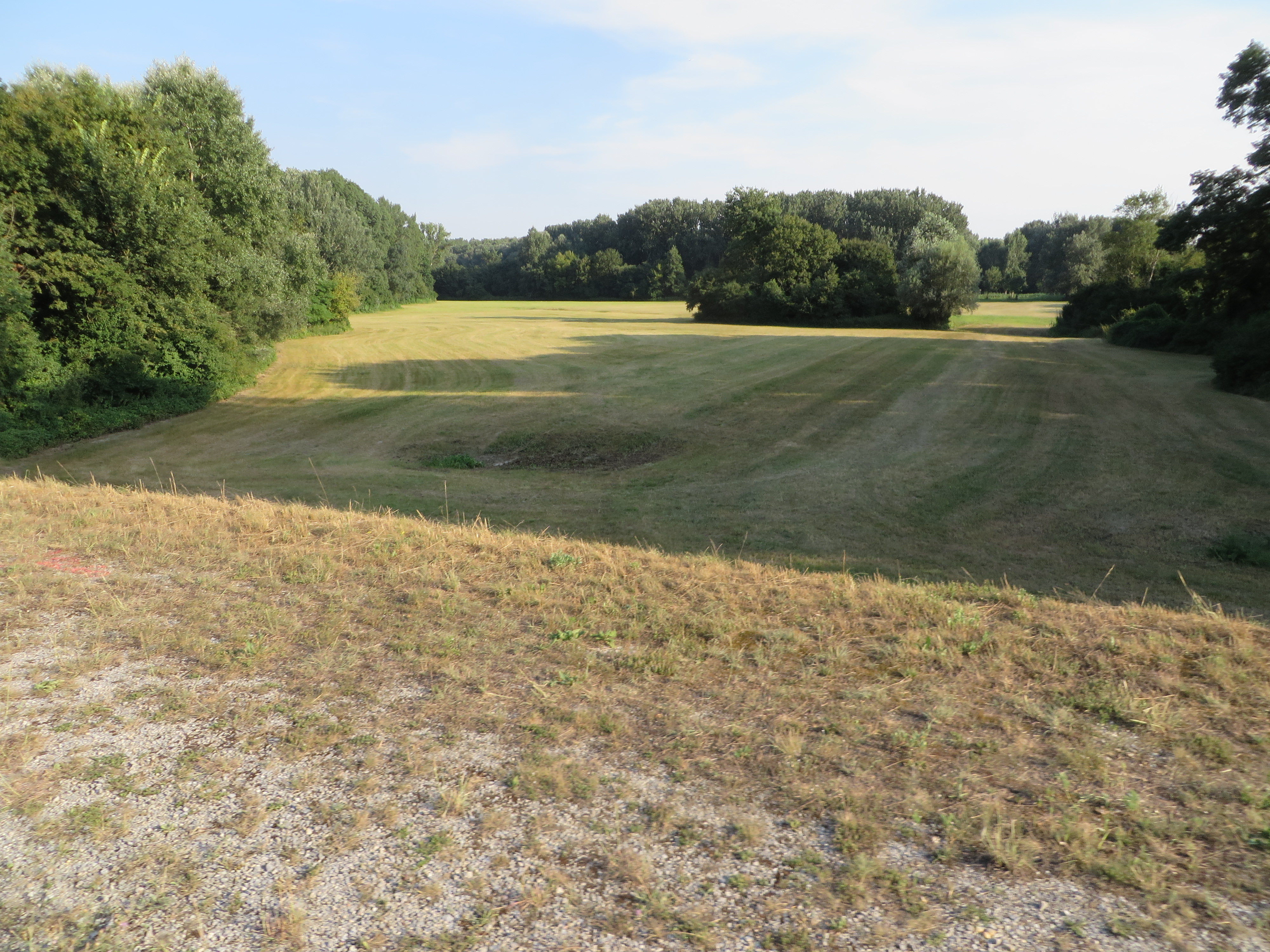
Deich, Feld, und Wald
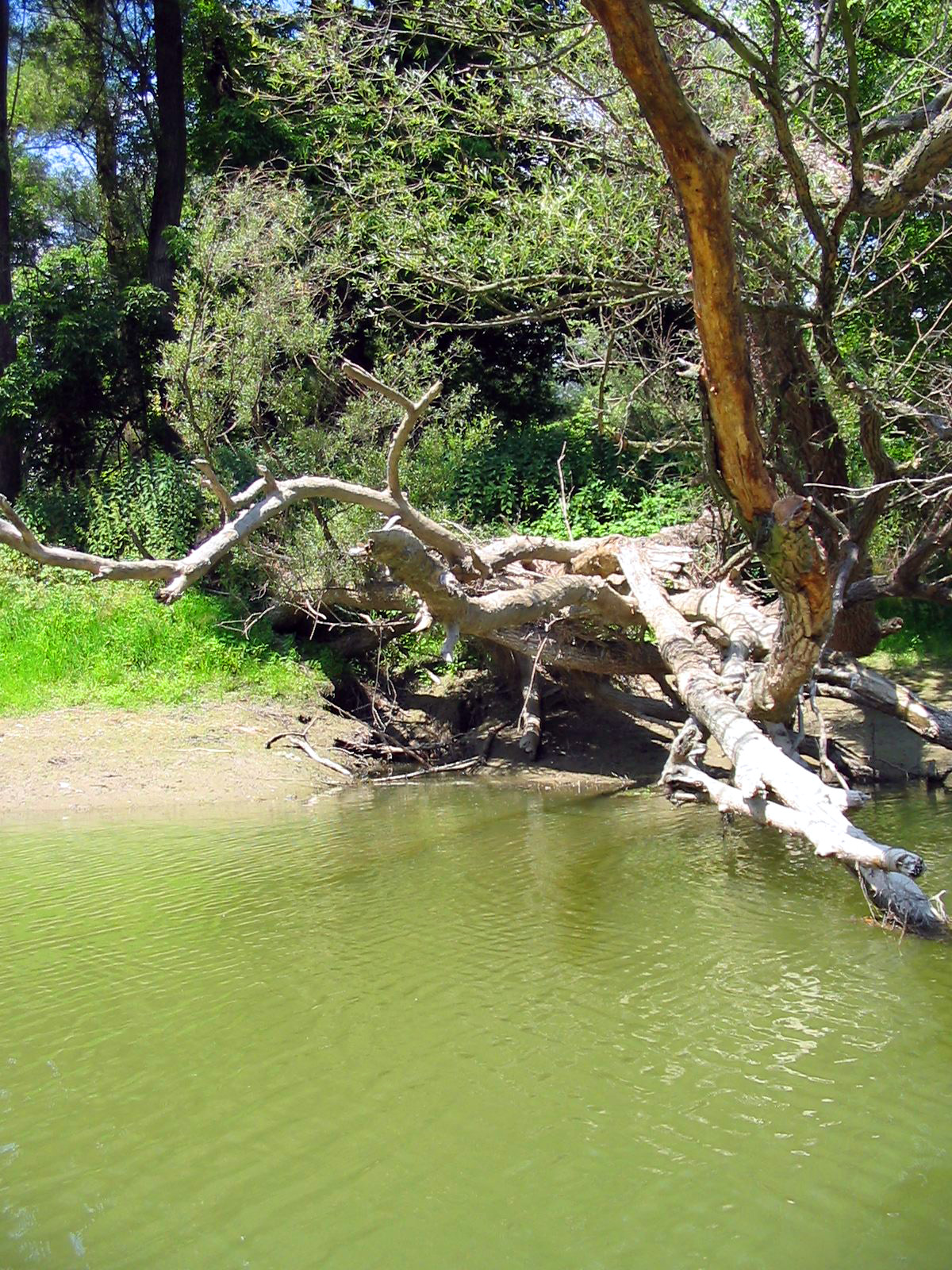
Biberbau
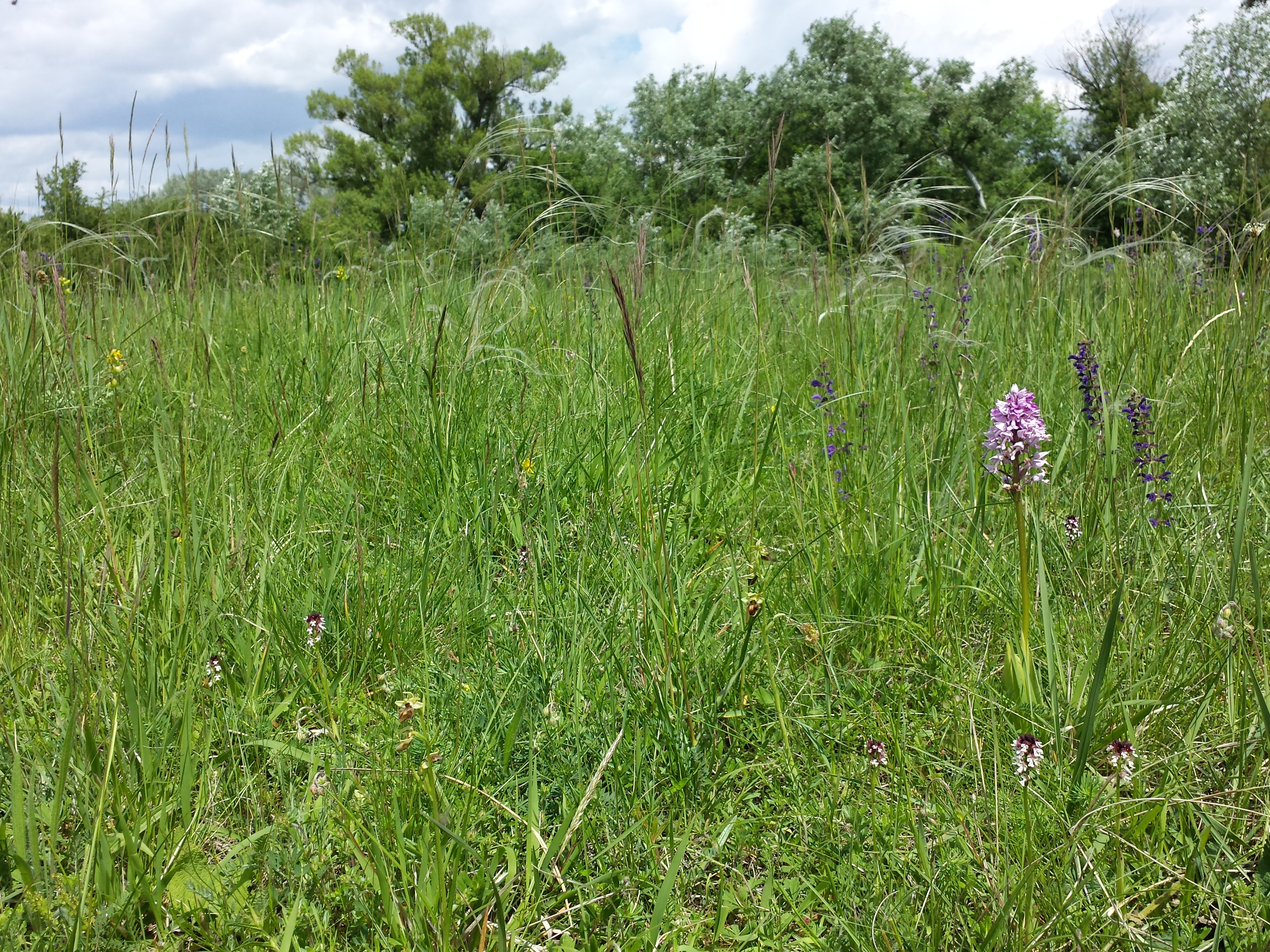
Heißlände in der Lobau mit Federgras und mehreren Orchideenarten.
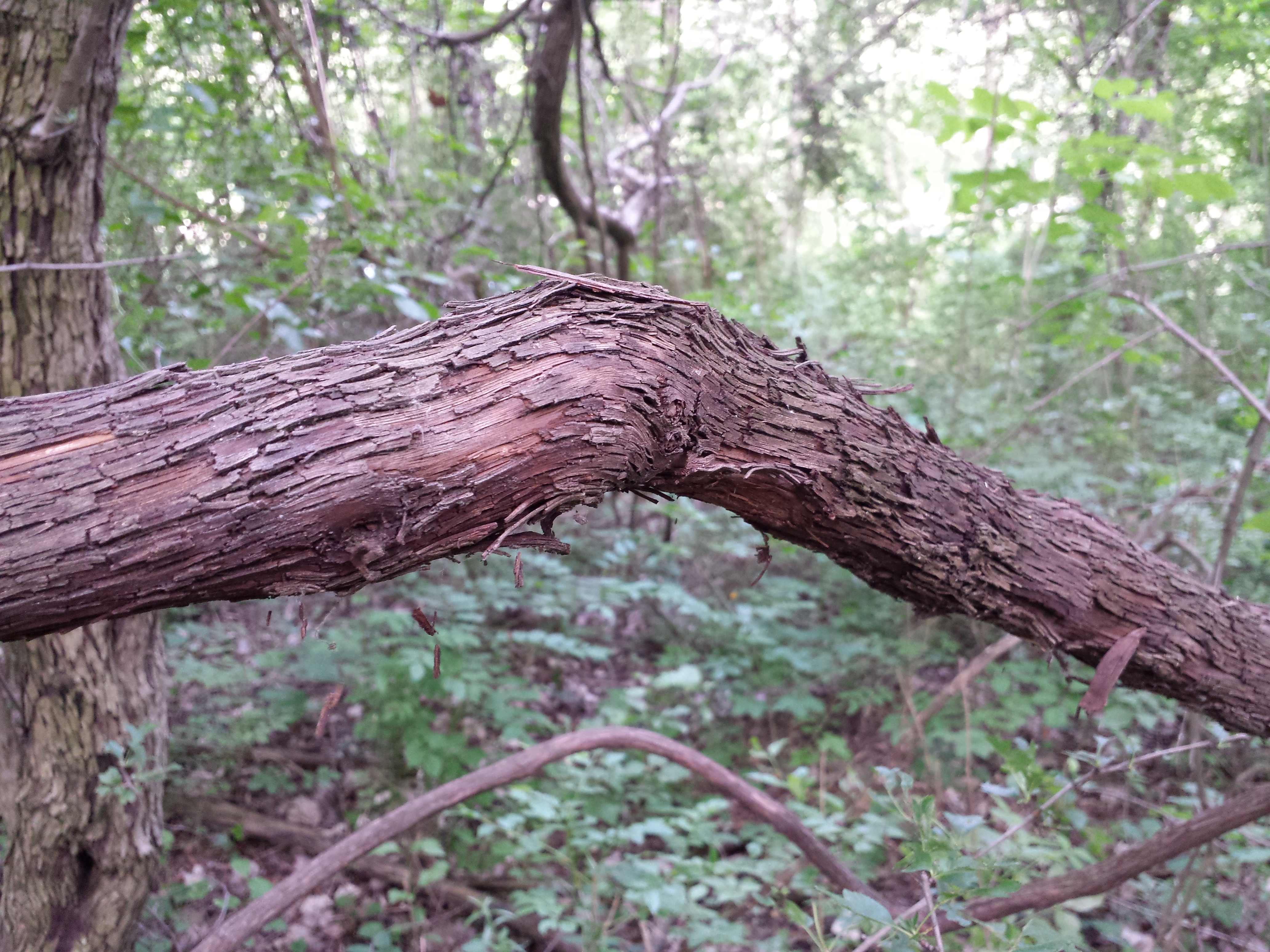
Die Wild-Weinrebe tritt in Österreich sehr selten in den Donauauen auf und ist stark gefährdet.
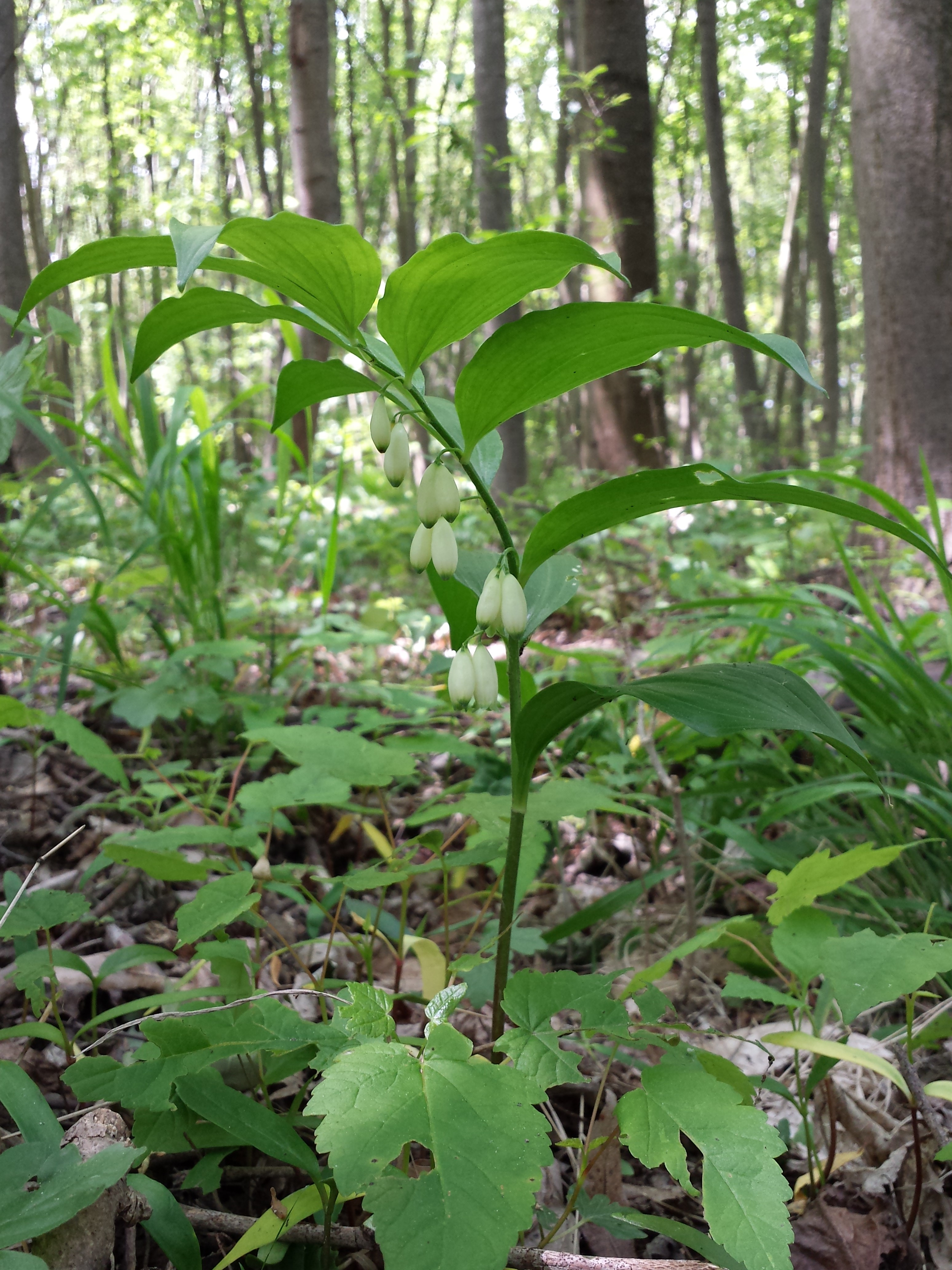
Die Breitblatt-Weißwurz ist eine typische Art der Harten Au.
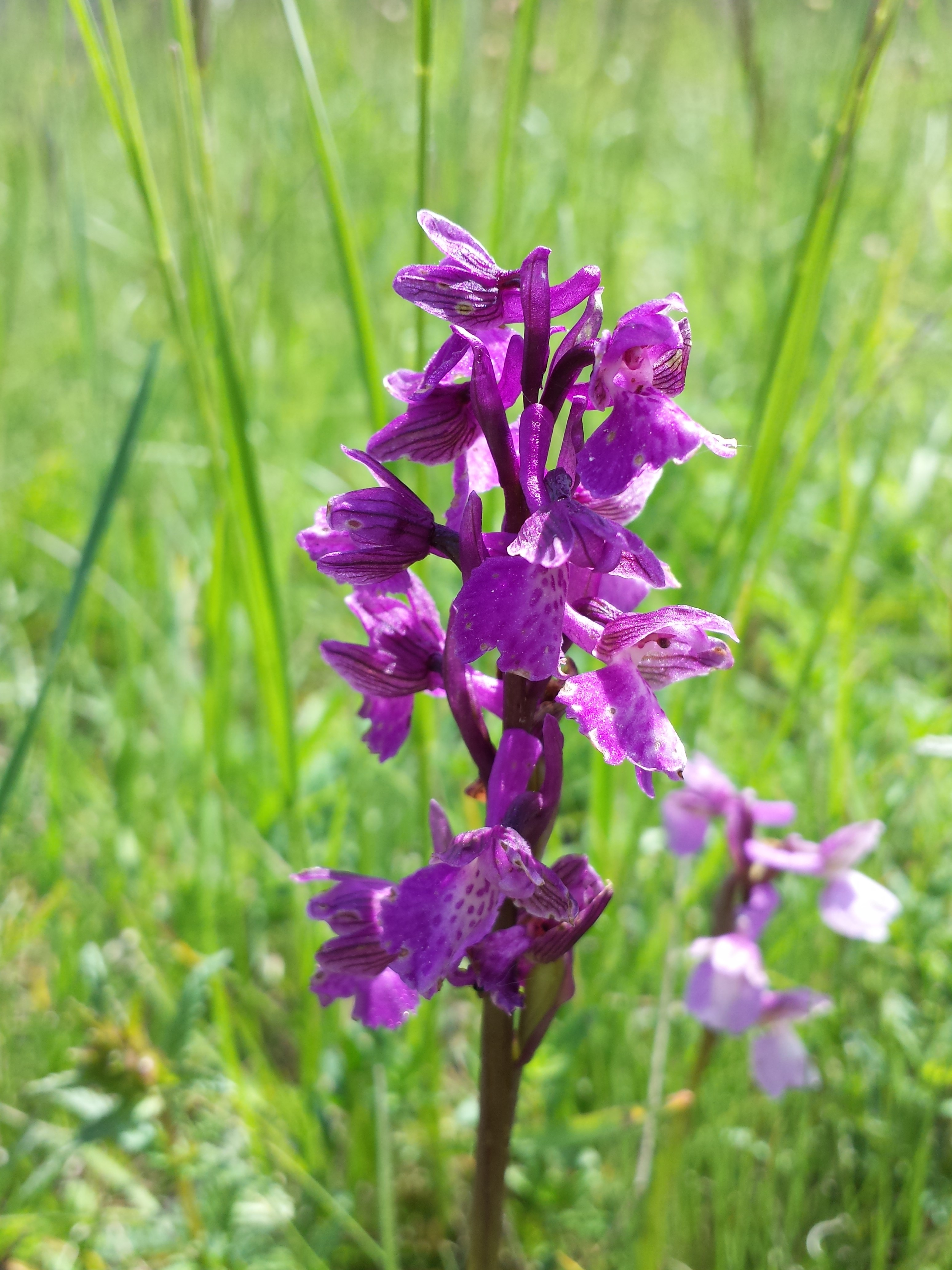
Auf Heißländen gedeihen Orchideen wie die Klein-Hundswurz, die in Österreich als gefährdet gilt.
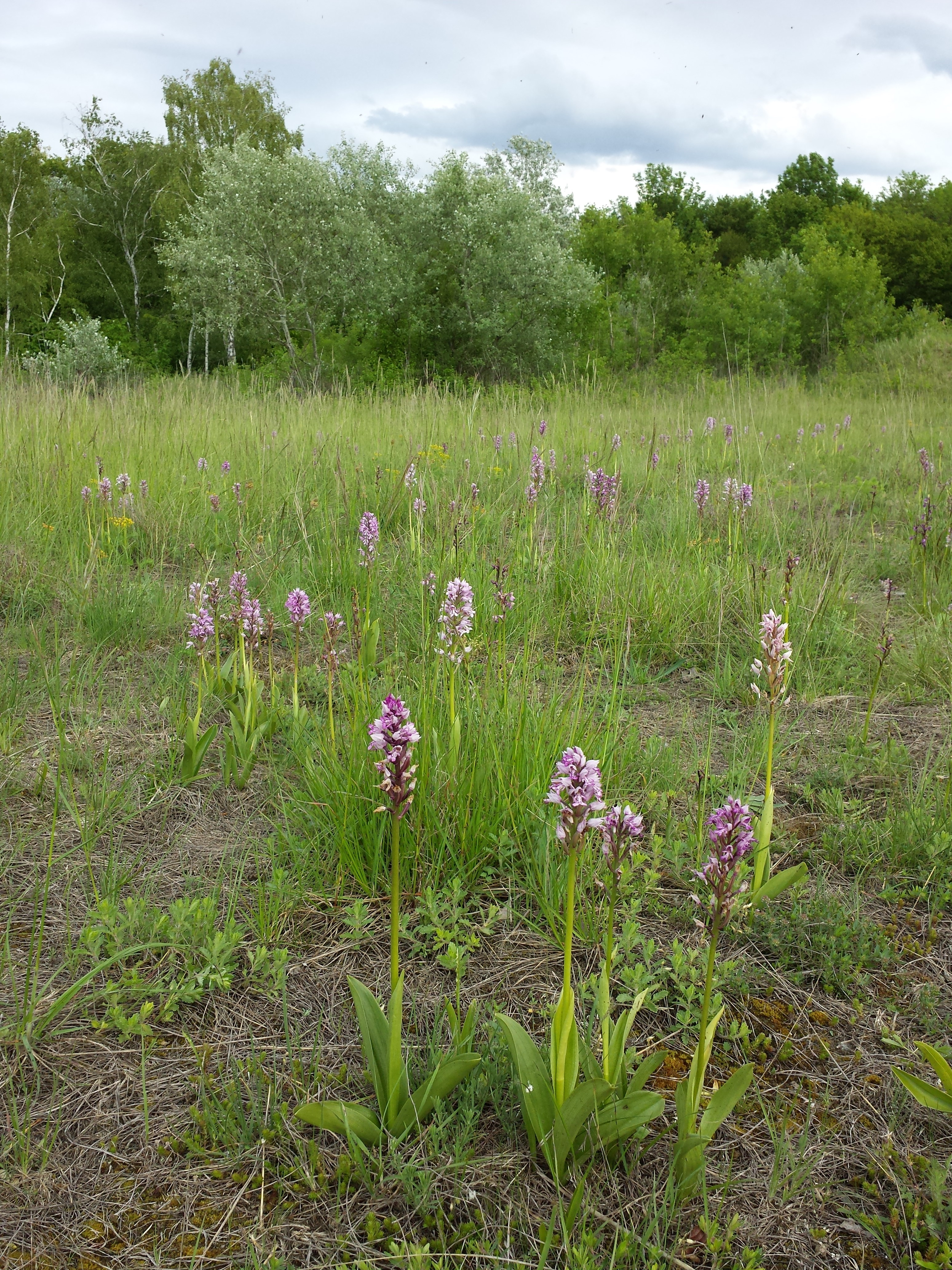
Bestand des in Österreich gefährdeten Helm-Knabenkrauts auf einer Heißlände.
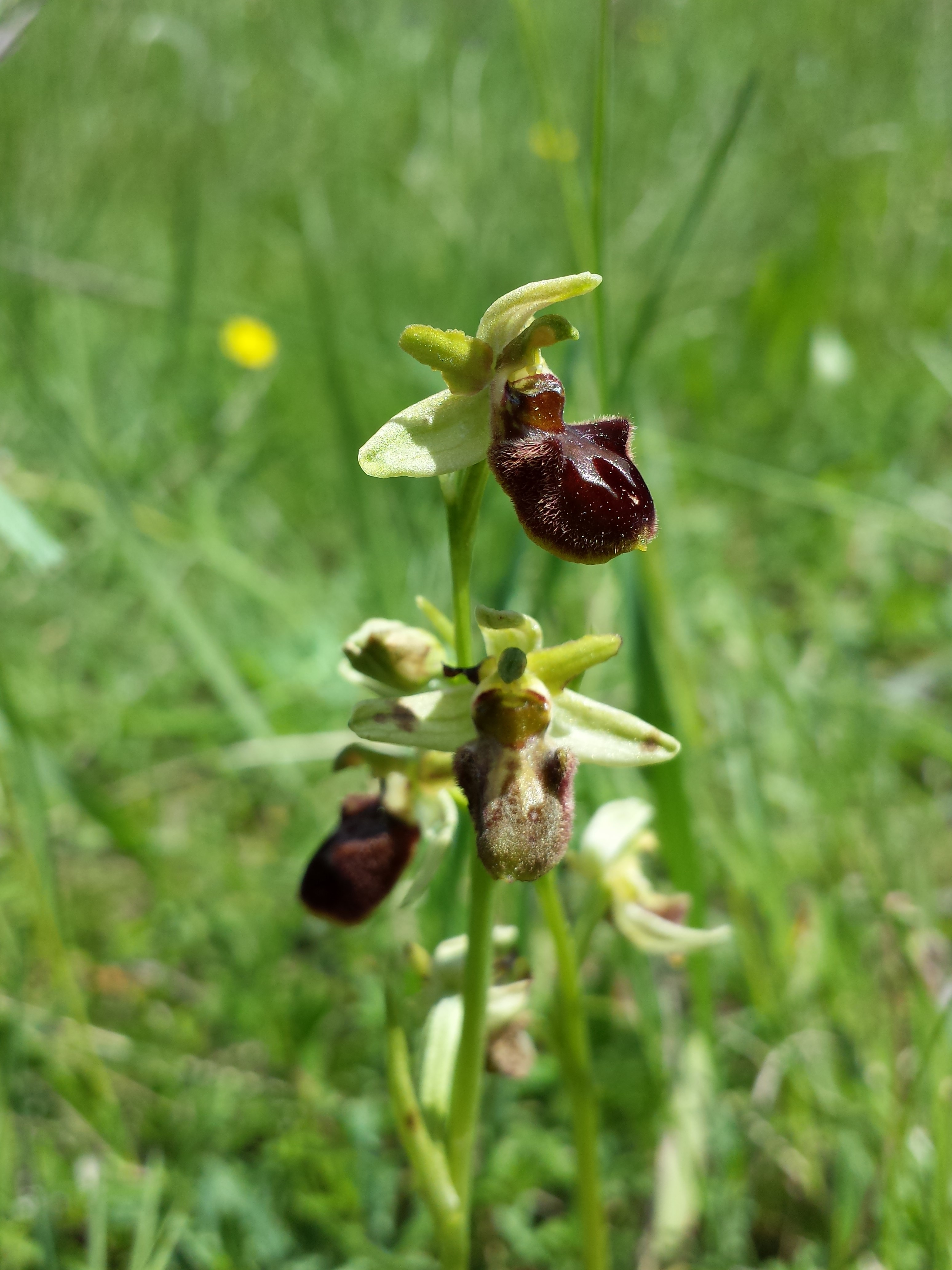
Die in Österreich stark gefährdete Spinnen-Ragwurz ahmt mit ihren Blüten Sandbienen-Weibchen nach und lockt damit männliche Sandbienen an, die unfreiwillig die Bestäubung übernehmen.
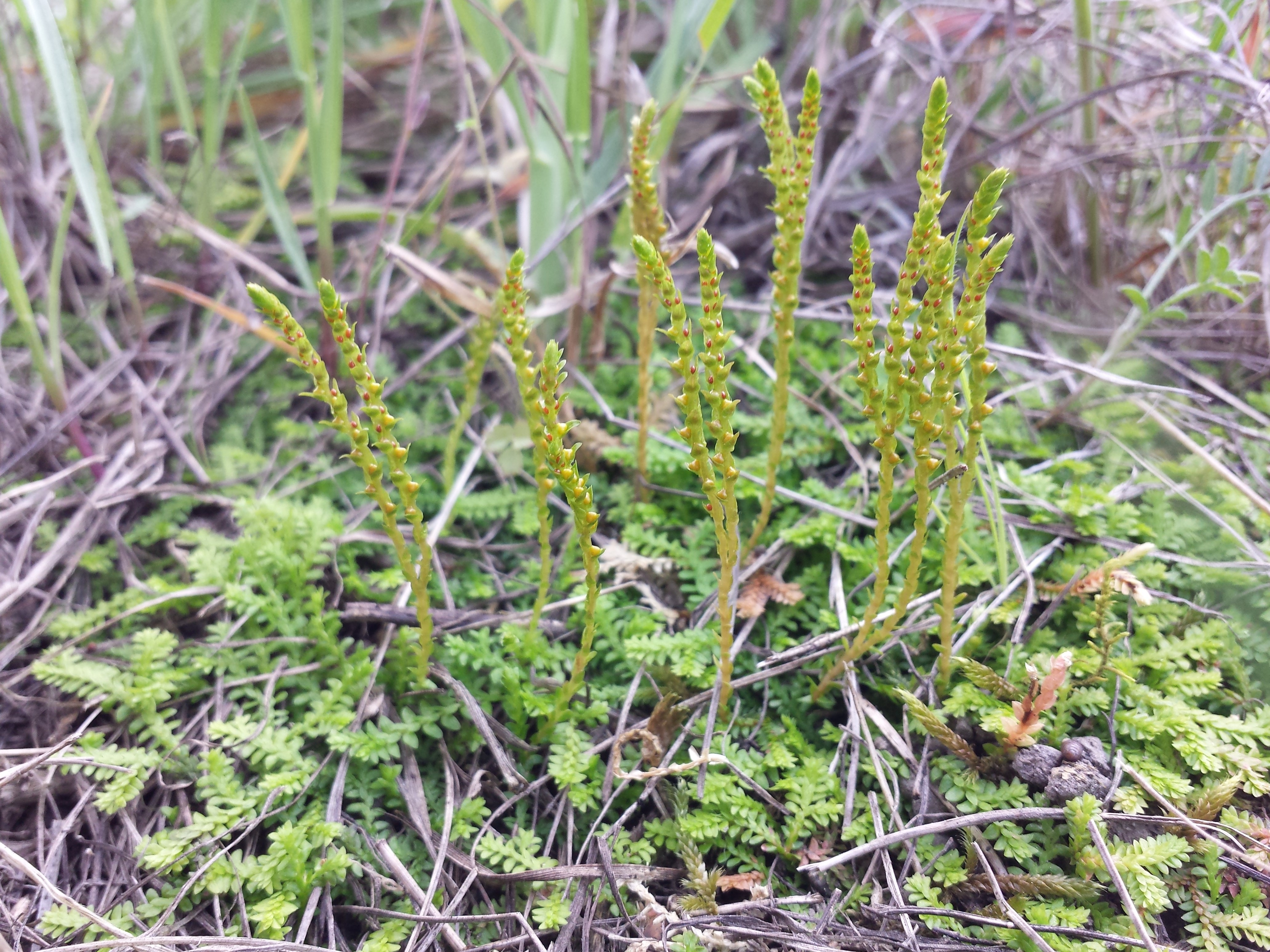
Der Schweiz-Moosfarn ist ein unscheinbares Moosfarngewächs und im pannonischen Gebiet Österreichs gefährdet.